# 都之城
都之城（みやこのじょう）は、宮崎県都城市都島町にあった日本の城（山城）。都城市指定史跡。都城とも表記する。別名鶴丸城。

## 概要
天授元年/永和元年（1375年）、島津氏の支族である北郷氏（都城島津氏）第2代当主北郷義久が築城し、以後北郷氏の本城となった。
都島に築城されたために都之城と名付けられ、後に一帯の地名の由来となった。『庄内十二外城』と呼ばれる支城群を備え、都城盆地全体を守る構えとなっていた。
築城後の天授5年/永和5年（1379年）、宗家で従兄の島津氏久が室町幕府の九州探題今川了俊と争い、北朝から南朝方についたため、了俊の5男満範が率いる南九州の国人衆の大軍（南九州国人一揆）を迎え撃つこととなるが、辛くもこれを撃退している（蓑原の合戦）。
伊集院氏が支配していた慶長4年（1599年）には庄内の乱の本拠地となった。庄内の乱後、再び北郷氏支配となるが、元和元年（1615年）、一国一城令により廃城となり、北郷氏は現在の都城市役所敷地内にあった領主館に移る。
現在の城址は城山公園として整備され、本丸跡には城郭風建築の都城歴史資料館が建てられている。また、本丸から掘割を渡った西城跡地には、神武天皇を祭る狭野神社が建立されている。なお、南側は日豊本線により分断されており、さらに南まで城域を有していたが、現在では住宅地となっている。
都之城は大淀川の突き出す台地にあり、壮大な空堀と水堀で多数の曲輪を作り出す、いわゆる南九州タイプの典型例である
。また、城の北西に「取添」と呼ばれる外郭があるが、伊集院氏が取添をつくった時期は文禄4年（1596年）から慶長5年（1600年）に限定され、その早い時期に島津氏との抗争がありうるとの判断で、城郭本体部の外で最も危険な場所に最前線の曲輪をつくったと考えられる。